# Братья Марси
Гаспар и Бальтазар Марси́ (фр. Gaspard et Balthazar Marsy) — французские скульпторы эпохи «большого стиля» Короля-Солнце Людовика XIV (1643—1715): Гаспар (декабрь 1624, Камбре — 10 декабря 1681, Париж) и Бальтазар (6 января 1628, Камбре — 16 мая 1674, Париж) принадлежали к первому поколению скульпторов, сформированных канонами Королевской академии живописи и скульптуры; входили в команду, работавшую в ведомстве Королевских построек (Bâtiments du Roi) в садах и парке Версаля. Братьям поручали многие работы по оформлению дворца и садов в Версале. Весьма сложно установить индивидуальный вклад каждого из братьев, поскольку они всегда работали совместно.

## Биография
Отец братьев Джаспар Марси (1600—1674) был главным скульптором города Камбре на севере Франции. Был женат на Жаклин Табаньес. Их сыновья в 1648 году перебрались в Париж, где поступили на службу к королю Людовику XIV.
Братья Марси обучались скульптуре в мастерской Жака Саразена вместе с Пьером Ле Гро Старшим и Этьеном Ле Онгром, которые позднее также работали в Версале. Их сестра Жанна в 1663 году вышла замуж за скульптора Пьера Ле Гро Старшего и стала матерью скульптора Пьера Ле Гро Младшего.
Братья создали скульптуры монументальной гробницы сердца короля польского и великого князя литовского Яна II Казимира в церкви Сен-Жермен-де-Пре в Париже. Они также участвовали в скульптурном оформлении летних апартаментов Анны Австрийской, королевы Франции, супруги короля Людовика XIII и матери Людовика XIV, во дворце Лувра.
Наибольшее признание братья Марси получили за работу над скульптурной группой Бассейна Латоны (1668—1670) — одной из главных композиций по оси водного партера Версальского парка, в которой представлен эпизод, связанный с богиней Лето из поэмы Овидия. Они работали над многими другими малыми сооружениями и скульптурами Версальского парка.

## Галерея
- Бассейн Латоны. Перспектива. 1668—1670. Версальский парк
- Бассейн Латоны
- Статуя Латоны (Лето)
- Бассейн Вакха. Осень. 1673–1675. Свинец, золочение. Версальский парк
- Кони Солнца. Скульптурная группа Грота Тефиды. Мрамор. Версаль
- Кенотаф сердца польского короля Яна II Казимира в церкви аббатства Сен-Жермен-де-Пре, Париж